# グリーピルの予言
『グリーピルの予言』（グリーピルのよげん、古ノルド語: Grípisspá）は、古エッダに含まれる古ノルド語詩の一つである。『ファーヴニル殺しのシグルズの歌　その一』（古ノルド語: Sigurðarkviða Fáfnisbana I）とも呼ばれる。
シグルズ（ゲルマン神話のジークフリート）が従兄グリーピルに会い、彼が予言する自分の運命を聞く。古エッダに含まれる一連のシグルズ伝承の最初に配列されている。

## 内容
- 1-5節　導入。シグルズがグリーピルの館で面会する。
- 6-23節　シグルズがファーヴニルとレギンを殺し、ヘイミルの客人となるまでの予言。
- 24-53節　シグルズがヘイミルの養女ブリュンヒルドの恨みを受けて殺されるまでの予言。

## 他の文献との関係
- スノッリのエッダにはグリーピルは登場しない。ヴォルスンガ・サガでは16章に登場する。
- 「ニーベルンゲンの歌」のジークフリートの妻はクリームヒルトだが、北欧神話ではシグルズの妻はグズルーンで、その母がクリームヒルトである。グズルーンの母としてクリームヒルトの名が出てくるのは、古エッダの中ではこの詩と「グズルーンの歌 その２」「オッドルーンの嘆き」「アトリの言葉」である。スノッリのエッダとヴォルスンガ・サガでもクリームヒルトはグズルーンの母とされる。
- シグルズがブリュンヒルドの恨みをかったのは、この詩ではシグルズがグンテルに変装してブリュンヒルドと関係したから、とされている。そのことは他に古エッダでは「ブリュンヒルドルの冥府騎行」が示唆するだけである。「スノッリのエッダ」と「ヴォルスンガ・サガ」ではシグルズがグンテルに変装したことがより明瞭に書かれている。